# Dadildis de Pallars
Dadildis de Pallars (siglo IX) fue una dama alto medieval que vivió en el reino de Pamplona (llamado luego reino de Navarra), hija de Lope de Bigorra y de Faquilena de Roergue. Su marido era García Jiménez.

## Biografía

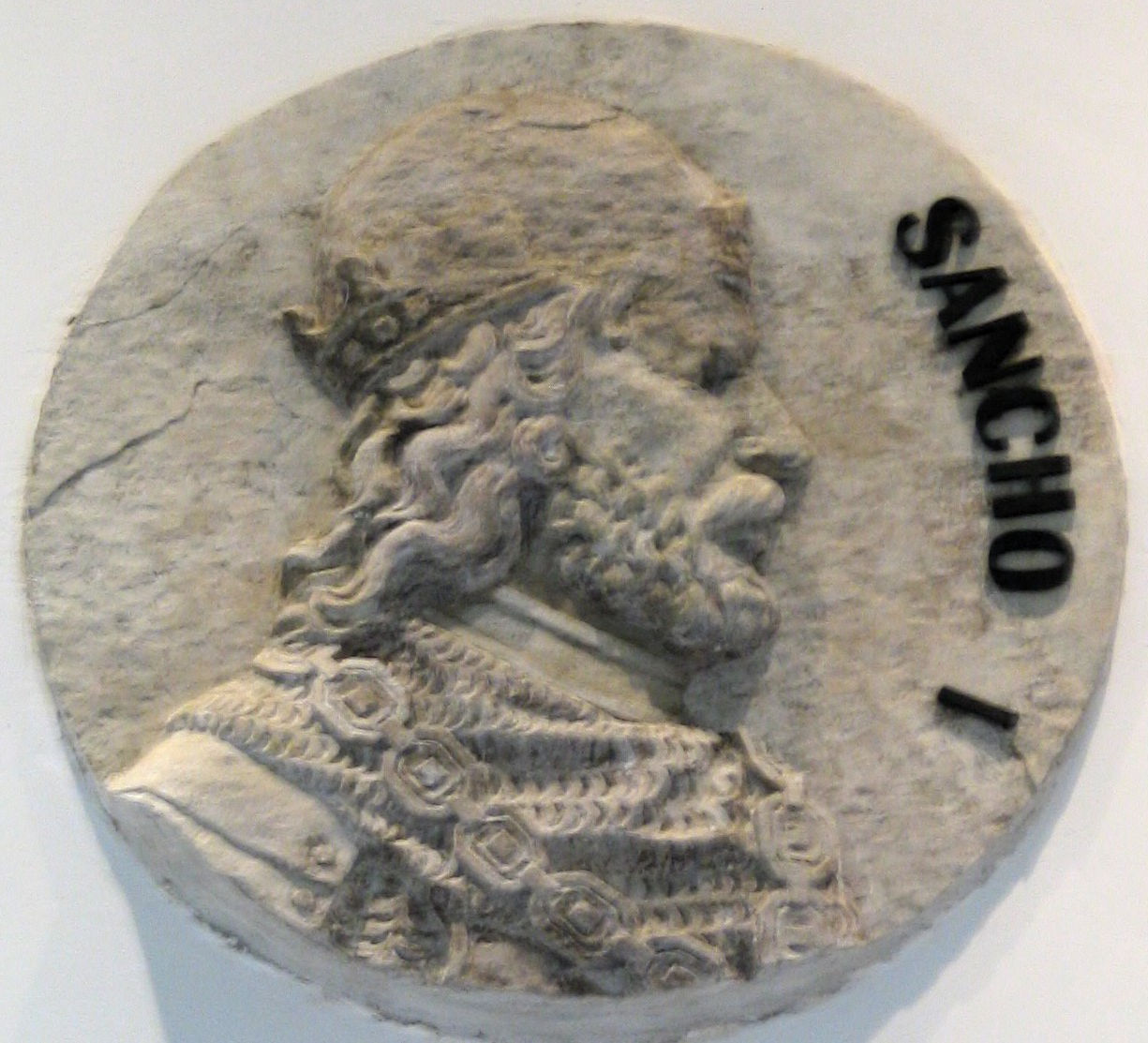
Medallón realizado por Antonio Palao de Sancho I, hijo de Dadilis.

Dadildis era señora de Sobrarbe y hermana del conde Ramón I de Ribagorza y Pallars. Contrajo matrimonio con García Jiménez  de Pamplona, de quien fue la segunda esposa y con quien tuvo entre otros a:
- Sancho Garcés I de Pamplona[2][3]

- Jimeno Garcés de Pamplona (m. 931)[4]

Pudieron ser los padres de Jimena, casada con el rey Alfonso III de Asturias y de León, aunque no figure como su hija en las Genealogías de Roda.
Dadildis era la abuela de García Sánchez I de Pamplona, Sancha Sánchez de Pamplona, Onneca Sánchez de Pamplona, Velasquita y Urraca Sánchez.